# Christiani & Nielsen
Christiani & Nielsen är en ursprungligen dansk konstruktionsbyrå och byggnadsentreprenör som grundades 1904 av ingenjören Rudolf Christiani och före detta löjtnant i marinen Aage Nielsen. Sedan 1992 har företaget thailändska ägare.

## Historik
Christiani & Nielsen fick på 1910-talet stora internationella framgångar. Man hade specialiserat sig på konstruktioner i armerad betong och uppförandet av kajanläggningar, broar och tunnlar, speciellt sänktunnlar där man hade utvecklat ett eget system. Företaget hade sitt huvudkontor i Köpenhamn men etablerade i snabb följd en lång rad filialer, bland annat i Hamburg (1908), S:t Petersburg (1910), London (1913), Norge (1916), Sverige (1918) och Frankrike (1919). Det följdes av filialer i Australien, Sydafrika och Sydamerika. 
För att täcka den östasiatiska marknaden bildades den 28 februari 1930 ”Christiani & Nielsen (Siam) Ltd” i nuvarande Thailand. År 1991 noterades företaget på Thailands börs och bytte namn till "Christiani & Nielsen (Thai) Public Company Limited". År 1992 förvärvades – något oväntat – det danska moderbolaget. I samband med Asienkrisen 1997 omstrukturerade företaget sina verksamheter inklusive avyttring av dotterbolag och koncentrerar sig numera på sin kärnverksamhet i Thailand.

## Exempel från Sverige

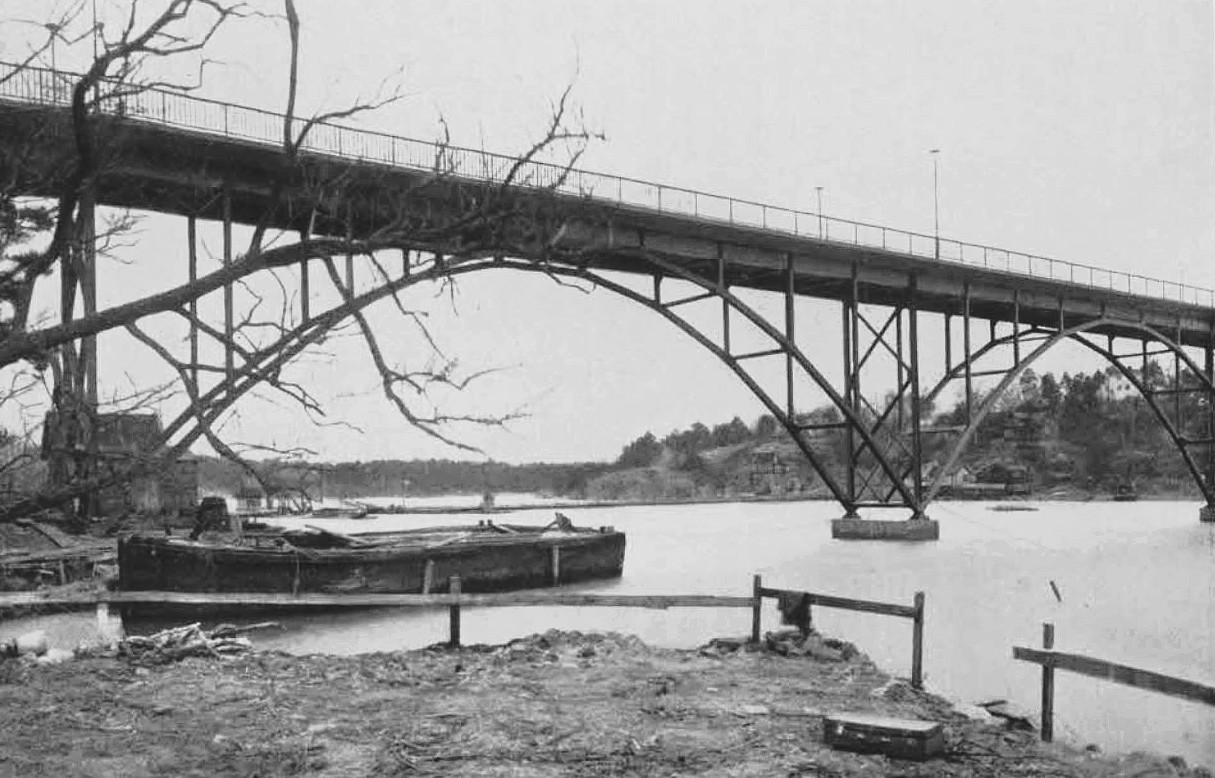
Stora Essingebron, underentreprenör: Christiani & Nielsen, arkitekt: Paul Hedqvist.

Exempel för anläggningar i Sverige konstruerade respektive byggda av Christiani & Nielsen. Företagets specialitet var bland annat bågbroar i stål eller betong.
I Norrland uppfördes på 1930- och 1940-talet en lång rad broar av denna typ (urval):
- Bågbro i betong över Ume älv vid Marahällan (1933)[1]
- Tobackabron, bågbro i betong över Ume älv vid Hamptjärnskammen (1934)[2]
- Bågbro i betong över Alån vid Ersnäs (1935)
- Bågbro i betong över Kalixälven vid Lappesuando (1936)[3]
- Bågbro i stål över Lule älv vid Gäddvik i Luleå (1941-1942)[4]
- Bågbro i stål över Kalixälven vid Kamlunge (1942)
- Bågbro i stål över Lule älv (huvudgren) vid Harads (1959)

Andra uppdrag i Sverige:
- Stora Essingebron, bågbro i stål (1928), numera riven
- Balkrambro i betong över Rödån vid Rödånäs (1932)[5]
- Tingstadstunneln (1961)